# Hans-Oskar Weber
Hans-Oskar Weber (* 2. Dezember 1919 in Kassel; † 29. November 2002 in Göttingen) war ein deutscher Bibliothekar.

## Leben und Wirken
Nach seiner Reifeprüfung in Kassel interessierte sich Hans-Oskar Weber zunächst für den gehobenen Bibliotheksdienst und begann 1938 seine Ausbildung an der Landesbibliothek Kassel und der Staats- und Universitätsbibliothek Göttingen. Während seines Kriegsdienstes von 1939 bis 1945 legte er 1943 an der Preußischen Staatsbibliothek die Prüfung als Diplom-Bibliothekar ab. Nach dem Zweiten Weltkrieg studierte Weber Evangelische Theologie an der Universität Göttingen. Dort promovierte er 1952 und legte die erste theologische Dienstprüfung ab. Als Bibliotheksreferendar an der Staats- und Universitätsbibliothek Göttingen begann er seine Ausbildung für den höheren Bibliotheksdienst und absolvierte 1954 die Fachprüfung am Bibliothekar-Lehrinstitut des Landes Nordrhein-Westfalen. Bis 1971 arbeitete er an der Staats- und Universitätsbibliothek Göttingen und war Studienleiter der Niedersächsischen Bibliotheksschule. 1971 wurde er Direktor der Universitätsbibliothek Clausthal. Dieses Amt hatte er bis zu seinem Ruhestand 1984 inne. Außerdem hatte er ab 1972 einen Lehrauftrag für Bibliothekswissenschaft an der Technischen Universität Clausthal inne und arbeitete in verschiedenen Gremien dieser Universität mit. 

## Schriften
- Untersuchungen zur Lage des deutschen Leihverkehrs. Köln 1954.
- Die Beanspruchung der Staats- und Universitätsbibliothek Göttingen durch den Deutschen Leihverkehr. In: Hermann Corsten (Hrsg.): Kölner Schule. Festgabe zum 60. Geburtstag von Rudolf Juchhoff; gewidmet von den im Bibliothekar-Lehrinstitut in Köln ausgebildeten wissenschaftlichen Bibliothekaren der Jahrgänge 1951–1954 (= Arbeiten aus dem Bibliothekar-Lehrinstituts des Landes Nordrhein-Westfalen, Bd. 7). Greven, Köln 1955, S.
- Die Stellung des Johannes Cassianus zur außerpachomoanischen Mönchstradition. Eine Quellenuntersuchung (= Beiträge zur Geschichte des alten Mönchtums und des Benediktinertums, Bd. 24). Aschendorf, Münster 1961 (Dissertation Universität Göttingen).
- Der Einheitszettel. In: Peter Baader/Dietrich Poggendorf/Hans-Oskar Weber: Drei Hauptprobleme der alphabetischen Katalogisierung. Vorarbeiten für eine Reform (= Beiträge zum Buch- und Bibliothekswesen, Bd. 11). Harrassowitz, Wiesbaden 1962.
- (mit Hans Burose): Katalog der Calvörschen Bibliothek. Universitätsbibliothek Clausthal-Zellerfeld 1972–1975.
- Sechs Jahre Niedersächsische Bibliotheksschule (1965–1971). In: Gerhard Lohse (Hrsg.): Bibliotheksarbeit heute. Beiträge zur Theorie u. Praxis; Festschrift für Werner Krieg zum 65. Geb. am 13. Juni 1973 (= Zeitschrift für Bibliothekswesen und Bibliographie, Sonderhefte, Bd. 16). Klostermann, Frankfurt/M. 1973, S. 100–108.
- Friedrich von Holstein im Harz. In: Braunschweigisches Jahrbuch, Bd. 59 (1978), S. 99–136.
- Die Bestimmungen über deutsche Buchausfuhr im Ersten Weltkrieg und die Ausfuhrzeichen. In: Archiv für Geschichte des Buchwesens, Bd. 23 (1982), S. 505–604.
- Drei Briefe Karl Kunzes an Richard Pietschmann. Aus der Niedersächsischen Landesbibliothek Hannover, 1908–1921. In: Reinhard Oberschelp (Hrsg.): Bibliotheken im Dienste der Wissenschaft. Festschrift für Wilhelm Totok zum 65. Geburtstag am 12. September 1986. Harrassowitz, Wiesbaden 1986, S. 135–148, ISBN 3-465-01735-8.
- Landesbibliothek Kassel 1938. In: Peter Vodosek (Hrsg.): Bibliotheken während des Nationalsozialismus. Bd. 1 (= Wolfenbütteler Schriften zur Geschichte des Buchwesens, Bd. 16). Harrassowitz, Wiesbaden 1989, S. 369–376, ISBN 3-447-02947-1.
- Universitätsbibliothek Clausthal. Geschichte, Aufgaben, Gebäude. WEKA-Verlag, Kissing u. a. 1989.